# Heliconius petiveranus
Heliconius petiveranus är en fjärilsart som beskrevs av Doubleday 1847. Heliconius petiveranus ingår i släktet Heliconius och familjen praktfjärilar. Inga underarter finns listade i Catalogue of Life.